# Heinrich Finck
Heinrich Finck (Bamberg(?), 1444 of 1445 – Wenen, 9 juni 1527) was een Duitse kapelmeester en componist die werkte in Polen, Duitsland en Oostenrijk.

## Leven
Hij werd waarschijnlijk in Bamberg geboren, maar zijn geboorteplaats of zijn geboortedatum staan niet met zekerheid vast. Zijn muzikale vorming ontving hij aan de hofkapel van de Poolse koning Casimir IV de Jagielloon in Krakau. Al in 1480 zou hij een erkend meester zijn geweest. Hij schreef zich in 1482 in aan de Universiteit van Leipzig. Tussen 1492 en 1506 zou hij muzikant en later waarschijnlijk kapelmeester zijn geweest van drie opeenvolgende Poolse koningen. Hij was vermoedelijk zanger aan de hofkapel in Krakau van 1510 tot 1514. Als kapelmeester was hij van circa 1510 tot ongeveer 1519 verbonden aan de hofkapel van hertog Ulrich in Stuttgart. Hij was ook kortstondig componist aan de Weense hofkapel van keizer Maximiliaan I. Van 1516 tot 1524 stond Heinrich Finck in dienst van Matthäus Lang, die in 1519 aartsbisschop van Salzburg werd. In 1520 zou hij er componist zijn van het kapittel van de dom. Nog in Salzburg had hij vele studenten, onder wie Rupert Unterholtzer. In 1524 trok hij zich in het Schottenklooster in Wenen terug, waar hij het koor oprichtte, maar ondanks zijn hoge leeftijd werd hij nog in 1527 tot hofkapelmeester van Ferdinand I in Wenen benoemd. Al tijdens zijn leven stond Finck als de musicus excellentissimus bekend die alle vormen van wereldlijke en geestelijke muziek beheerste.

## Werk

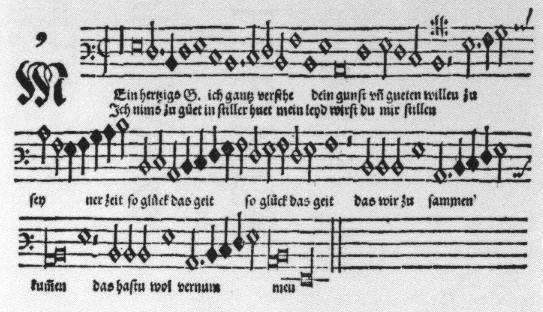
De tenorpartij van Fincks Mein herzigs G, in 1536 in Neurenberg uitgegeven

Relatief weinig werken zijn bewaard gebleven; ongeveer 120 geestelijke en wereldlijke werken zijn bekend. Van de werken van Finck die behouden zijn gebleven, kunnen worden vermeld: vier missen, een magnificat, een introïtus, een hymne en Duitse liederen. Vele missen en motetten zijn onvolledig overgeleverd. Daar tegenover staat dat de meeste van zijn hymnen en liederen van na 1500 volledig bewaard zijn gebleven, waaronder een dertigtal Duitse tenorliederen.
Zijn werken worden aangetroffen in oude en ‘nieuwe’ verzamelingen van liederen en andere muziekstukken (zie R. Eitner, Bib!. der Musiksammelwerke des sO. uad i7. Jahrh., Berlijn, 1877). De bibliotheek van Zwickau bezit een verzameling van 55 liederen van Finck, die in het midden van de 16de eeuw werden uitgegeven. In 1536 verschenen in Neurenberg 29 „Schöne außerlesene lieder der hoch berümpten Heinrici Finckens ...“ (29 knappe uitgelezen liederen van de bijzonder beroemde Heinrich Finck).
In het zogenaamde Leonhard Klebers Tabulaturbuch (1524, bewaard in de Berlijnse Staatsbibliothek Preussischer Kulturbesitz, is van Finck een driestemmige tekstloos overgeleverde zetting opgenomen van het oorspronkelijk Nederlandse lied In meinem sinn, hier met een verduitst tekstincipit, getuigend van de internationale verspreiding en populariteit ervan.

## Invloed
Onder de vroege meesters van de Duitse school neemt Finck een bijzondere plaats in. Zijn meerstemmige geestelijke werken en wereldlijke liedzettingen maken de overgang tussen de laatmiddeleeuwse, meestal driestemmige polyfonie met cantus firmus tot de imitatieve uitdrukkingskunst van de Renaissance. Hoewel bij zijn overlijden zijn werk door jongere componisten al als "moeilijk" en ouderwets werd ervaren, werden de kwaliteiten ervan niettemin nog erkend en waardig bevonden te worden bestudeerd. Fincks werk is een reactie op én een verdere ontwikkeling van de nieuwe polyfone stijl waar jongere componisten als Heinrich Isaac en Josquin Des Prez nog in Fincks oude dag de pioniers van waren. Fincks werken gelden als bijzonder opmerkelijk, ritmisch vaak uitdagend, energiek, vibrerend en interessant uitgewerkt in alle vocale of instrumentale partijen.

## Selectieve discografie
Weinig werk van Heinrich Finck is opgenomen. De volgende cd’s verdienen daarom te worden vermeld.
- Tugend und Untugend, Naxos 8.553352, bevat twee kortste stukken van Finck: "Greiner Zanner" (tenorlied - instrumentale versie) en "Gloria Laus" (instrumentale versie) gespeeld door Convivium Musicum, o.l.v. Sven Berger
- The Triumphs of Maximillian, Signum SIGCD004, liederen en instrumentale muziek van 16de-eeuws Duitsland (Senfl en zijn tijdgenoten), met Musica Antiqua London, o.l.v. Philip Thorby. Bevat Fincks vierstemmige zetting van "Ich stund an einem Morgen".

- Bibsys: 1483107589671
- Biblioteca Nacional de España: XX1758425
- Bibliothèque nationale de France: cb13893928d (data)
- Gemeinsame Normdatei: 123911117
- International Standard Name Identifier: 0000 0000 8386 3127
- Library of Congress Control Number: n82009701
- Nationale Bibliotheek van Letland: 000065857
- MusicBrainz: cc0235cc-9ca6-4efc-8968-bf738cfad807
- Nationale Bibliotheek van Tsjechië: xx0161229
- Nationale Bibliotheek van Israël: 987007283524605171
- Nederlandse Thesaurus van Auteursnamen: 160261724
- SNAC: w65797wr
- Système universitaire de documentation: 11626361X
- Virtual International Authority File: 59269465
- WorldCat: E39PBJymBPPqGWGxdGWR6ytMyd